# المريدون (الأندلس)
المريدين كانت طريقة صوفية في الأندلس تمردت على سلطة سلالة المرابطين في عام 1141 م وحكمت طائفة مقرها مارتلة في منطقة الغرب من عام 1144 حتى عام 1151 م.
كان مؤسس وزعيم المريدين هو أبو القاسم أحمد بن الحسين بن قسي، وهو مسيحي اعتنق الإسلام من مدينة سيلفش في أقصى غرب الأندلس. وكان من بين أتباعه محمد بن عمر بن المنذر، مراسل المعلم الصوفي الجليل ابن العريف من المرية على الساحل الشرقي للأندلس. وفي عام 1141 م، وبسبب التهديد الذي تشكله تعاليم الصوفية في المرية، اعتقلت السلطات المرابطية ابن العارف وزميله ابن برجان، وبعد ذلك سُجن الأخير وأُطلق سراح الأول. وسرعان ما توفي ابن برجان في السجن وتوفي ابن العارف فجأة مسمومًا كما قيل في المرية. دفع الفقدان المفاجئ لقيادات الحركة الصوفية في المرية - على الأرجح من تدبير السلطات - ابن قصي إلى التحرك. فأعلن نفسه إمامًا وقاد أتباعه، المريدين، إلى ثورة علنية.
في الأيام الأولى للتمرد، استولى ابن المنذر على مدينة سيلفش، وانضم سدراي بن وزير، حاكم باجة، إلى المتمردين. وبانضمام قواتهما، استولى ابن المنذر وابن وزير على حصن مونشيك وقاتلوا وأفنوا حامية المرابطين. بلغت الثورة ذروتها في 12 آب 1144 م، عندما استولت قوة من سبعين مريدًا على مدينة مارتلة، التي جعلها ابن قسي عاصمة. ثم انضم يوسف بن أحمد البترجي، حاكم لبلة، إلى المتمردين.
بعد أن سيطر المريدين الواثقين على سيلفش ومارتلة وباجة ونيبلة، ساروا نحو إشبيلية، لكنهم هُزموا على يد القائد المرابطي يحيى بن علي بن غانية. قُطع هجوم المرابطين المضاد بسبب تمرد ابن حمدين في قرطبة، ولكن ليس قبل أن يتسبب في انقسام في حركة المريدين. وعلى جانب كان ابن قيسي وابن المنذر وعلى الجانب الآخر ابن وزير. وفي أيلول 1145 م، ذهب ابن قيسي إلى مراكش لطلب الدعم من الخليفة الموحدي، وهو عدو لدود للمرابطين. عاد إلى منطقة الغرب في صيف عام 1146 م بدعم من الموحدين لكنه رفض إخضاع المريدين لسيطرة الموحدين. وللهروب من حلفائه المتسلطين، تفاوض على تسليم سيلفش للمسيحيين. أثار هذا استفزاز سكان سيلفش، فاغتالوه في قصره في آب أو أيلول 1151 م. رضخ ابن المنذر ووضع المدينة تحت سيطرة الموحدين.